# Hellamaa
Hellamaa est un village de la commune de Hiiumaa, situé dans le comté de Hiiu en Estonie.

## Géographie
Le village est situé dans le nord-est de l'île d'Hiiumaa, au bord de la mer Baltique, à 12 km au sud-est de Kärdla.

## Histoire
Avant la réforme administrative d'octobre 2017, Hellamaa faisait partie de la commune de Pühalepa, fusionnée à cette date avec les autres communes de l'île pour former celle de Hiiumaa.